# Bernadette Février
 (décembre 2010).
Si vous disposez d'ouvrages ou d'articles de référence ou si vous connaissez des sites web de qualité traitant du thème abordé ici, merci de compléter l'article en donnant les références utiles à sa vérifiabilité et en les liant à la section « Notes et références ».
Bernadette Février (de son vrai nom Bernadette Albert) est un peintre français née à Rennes en 1946.

## Biographie
D'abord influencée par les travaux du courant « Supports/Surfaces » et par ceux des gestuels américains, son œuvre a évolué vers une peinture plus littéraire et narrative, où les personnages de la mythologie antique et de l'iconographie médiévale occupent une large part. Alain Frontier écrit à son propos : « Bernadette Février, quant à elle, peint avec des cotons-tiges, écrivait Jacques Demarcq en 1982 — ce qu’elle me confirme aujourd’hui (24 mars 2015) : «  C’est comme ça que je peignais alors la série des Mâts calendriers. Auparavant (1976), j’avais peint la série des Papiers tressés avec un rouleau encreur de graveur, en cuir, que m’avait offert Daniel Busto. Il m’est arrivé aussi d’utiliser des tasseaux de bois, ou de faire des empreintes avec des emballages de melons que je récupérais sur les marchés…  sans parler du fameux rouleau à pâtisserie pour peindre en pâte (papiers froissés et gouachés)… »
Bernadette Février a collaboré avec de nombreux écrivains, tels Christian Prigent, Eric Clémens, Jacqueline Risset, Emmanuel Tugny et Jean-Pierre Verheggen. Un dossier lui est consacré dans le no 23 de Tartalacrème(octobre 1982.
Elle a notamment exposé à Rennes, Venise, Rome, Bruxelles,Barcelone.